# Ganthela wangjiangensis
Espèce
Ganthela wangjiangensis est une espèce d'araignées mésothèles de la famille des Liphistiidae.

## Distribution
Cette espèce est endémique du Fujian en Chine,. Elle se rencontre à Putian dans le district de Hanjiang sur le mont Wangjiang.

## Description
La femelle holotype mesure 11,50 mm.

## Systématique et taxinomie
Cette espèce a été décrite par Xu, Kuntner et Liu en 2015.

## Étymologie
Son nom d'espèce, composé de wangjiang et du suffixe latin -ensis, « qui vit dans, qui habite », lui a été donné en référence au lieu de sa découverte, le mont Wangjiang.

## Publication originale
- Xu, Liu, Chen, Li & Kuntner, 2015 : « Integrative taxonomy of the primitively segmented spider genus Ganthela (Araneae: Mesothelae: Liphistiidae): DNA barcoding gap agrees with morphology. » Zoological Journal of the Linnean Society, vol. 175, p. 288-306.